# Matthias Kick
Matthias Kick (* 1988 in München) ist ein deutscher Schauspieler und Synchronsprecher. Bekannt wurde er als Stimme von Neville Longbottom, der von Matthew Lewis gespielt worden ist, in den ersten drei Harry-Potter-Filmen.

## Karriere
Seinen ersten Fernsehauftritt hatte Kick in der Gerichtsshow Verkehrsgericht im Jahr 1998. Im selben Jahr folgten zwei Auftritte in der TV-Serie Aus heiterem Himmel.
2000 spielte er in Die Wache in der Folge Kinderdeal mit. Ein Jahr darauf spielte er in der Fernsehserie Marienhof vier Folgen den Phillip Hanshans. 2002 spielte er im Kurzfilm Nacht über Edensloh die Hauptrolle.
Von 2001 bis 2004 synchronisierte Kick Neville Longbottom in den ersten drei Harry-Potter-Filmen.

## Filmografie
- 1998: Verkehrsgericht (1 Folge)
- 1998: Aus heiterem Himmel (2 Folgen)
- 2000: Die Wache (1 Folge)
- 2001: Marienhof (4 Folgen als Phillip Hanshans)
- 2002: Nacht über Edensloh als Franzi

## Synchronrollen (Auswahl)
- 2001: Matthew Lewis in Harry Potter und der Stein der Weisen als Neville Longbottom
- 2002: Matthew Lewis in Harry Potter und die Kammer des Schreckens als Neville Longbottom
- 2004: Matthew Lewis in Harry Potter und der Gefangene von Askaban als Neville Longbottom